# Cosa salvaje
«Cosa salvaje» es el decimonoveno capítulo de la primera temporada de la serie ALF.

## Personajes
- ALF
- Brian
- Kate
- William
- Lynn
- Trevor Ochmonek
- Raquel Ochmonek

## Historia
El capítulo se inicia con ALF intentando adivinarle el pensamiento a Brian. En ese momento llegan Willie y Kate con la compra del supermercado, ALF saluda a Willie y a su hijo y les pide que no se levanten a saludarlo, pero ALF advierte que él no pensaba hacerlo. Brian le comenta a su padre que ALF puede leer las mentes y Willie le dice qué menos mal que no se la está leyendo en ese momento. ALF dice que eso cree él, pero que él lo está ignorando. Brian afirma que ALF le está enseñando «Telepatía metal», su madre lo corrige diciendo que lo correcto es «Telepatía mental» y ALF contesta que quizá sí sea «metal», ya que él solo piensa en tenedores. Willie ve un manual que tiene ALF sobre «Cómo desarrollar su conciencia psíquica en una tarde», Brian le dice a su padre que lo mandaron a pedir y ALF comenta que venía con un par de lentes de rayos X. Willie les pregunta si gastaron dinero en un equipo para leer mentes, pero ALF responde que lo recuperarán con sus experiencias en la práctica. 
En la sala aparece ALF celebrando que estén todos reunidos: entonces se da cuenta de que Kate no está y pregunta por ella, pero Willie le dice que Kate se está bañando. ALF agradece la información y se va. Lynn, que está hablando por teléfono, hace a un lado el auricular un momento diciendo que «¡No se atreverá!»: su padre le dice que quizá sí se atreva y luego se oye a Kate dar un grito y Willie dice que ALF lo ha hecho. En eso aparece ALF de vuelta, diciendo que la encontró y Willie le dice que no debe entrar a la ducha cuando alguien se está bañando. ALF lo corrige diciendo que él no entró y que solo descorrió la cortina. William le pide a ALF que respete la privacidad de su esposa. ALF contesta que no tenía manera de saber que Kate estaría desnuda. Willie le grita que no lo vuelva a hacer nunca, ALF se compromete a no hacerlo más y pide una reunión familiar en ese momento, así que le cuelga el teléfono a Lynn, que aún estaba hablando y le grita por hacer eso, pero ALF le dice que la volverán a llamar. En eso aparece Kate en bata, diciéndole a ALF que si vuelve a hacer eso, lo convertirá en un cubreasientos, ALF le pregunta «¿Si vuelvo a hacer qué?» y ella responde: «Ya sabes qué». Lynn agrega que es una falta de educación colgarle el teléfono como ha hecho. ALF le responde que tiene razón y que lo siente mucho. Además comenta que ese día se ve un poco diferente, Lynn dice que ya sabe qué es, y ALF le pregunta si antes tenía bigote, ella responde que no y se había quitado los frenos, él dice que sí pero si aparte solía tener bigote. Kate indignada le pregunta a ALF qué tiene que decirles que es tan importante y él responde que es uno de marzo y que al día siguiente será 2, y en esa fecha cada 75 años él experimenta una transformación. Brian le pregunta en qué consiste y ALF se lo resume diciéndole que se vuelve loco. Dice que los melmacianos pasan por eso desde el anochecer hasta el amanecer y que su personalidad se altera drásticamente. Willie le pregunta qué tan drástico es ese cambio y ALF le responde que nunca se sabe hasta que sucede, pero que debe esperar lo inesperado, que tendrá un comportamiento salvaje y errático, cambios de personalidad y que lo principal es que hará cualquier cosa para salir de la jaula y atrapar a un gato. ALF les dice si tienen algo que preguntar y William le pregunta a qué jaula se refiere y él le dice que a la jaula de oro que él le va a construir, que debe tener lados reforzados. Lynn resume la situación para ver si lo ha entendido: actuará de forma extraña y comerá gatos, así que no entiende cuál va a ser el cambio. Él le dice que es una cuestión de intensidad y le pide que imagine «ALF a la décima potencia». Willie se lleva las manos a la cabeza y agrega que es para volverse loco.
Ya en la cochera, Willie está construyendo una jaula de madera y ALF entra pidiendo disculpas. Willie le dice que no le hable en ese momento, ya que intenta construir una jaula y que ya hablarán después. ALF le pregunta que cuándo sería oportuno decirle que todo está mal. William le pregunta qué está mal y ALF responde que la jaula es muy pequeña, ya que necesitará mucho más espacio para poder retorcerse y azotarse. Willie le dice que él no dijo eso, pero ALF dice que pensó que lo supondría y que encontró un álbum fotográfico en su nave espacial: le enseña una foto de la última jaula que construyeron y Willie le comenta que no se parece en nada a la que construía él, ya que esa jaula es de hierro y acero. ALF agrega que el interior está acolchonado. Willie afirma que ya no tienen tiempo para reconstruir toda la jaula, mientras ALF, mirando las fotos, le presenta a su primo adoptivo Kendal, quien está con su primer auto y a su ahijado Jet, que sale en una foto que deben haberle tomado en su centésimo cumpleaños. Le muestra una foto en la que él sale con un poni y Willie le dice que es muy fotogénico. ALF responde que él no lo creía y le propone reforzar la jaula que estaba construyendo. ALF responde que «¡No hay problema!» y en ese momento ambos oyen una voz que canta «Odio a California...» y Willie le pide que entre en la jaula, ya que es el señor Ochmonek y ALF dice que le gusta Sinatra, sobre todo en sus primeros años.  William le insiste que entre a la jaula y ALF entra cantando un tema de Sinatra. Luego de que ALF ha entrado, William toma el martillo y simula estar trabajando en la jaula y comienza a cantar la misma canción que su vecino, el señor Ochmonek. Cuando este entra le pregunta si también es de la época del presidente, a lo que Willie le pregunta cuál presidente, y Willie le dice el de la Junta, sí sí, me encanta su trabajo, especialmente el de los primeros años, tal y como se lo había dicho ALF. Sobre la jaula, Trevor le pregunta, mirando su interior, si transportará un chango y William, sin dejarle mirar dentro, le dice que no, que está construyendo una caja de almacenaje, ya que él necesita almacenar. Trevor Ochmonek le dice que lleva meses queriendo que su esposa Raquel construya una mientras mueve la jaula con ALF dentro. William lo detiene y dice que quiere pedirle un gran favor. Trevor le dice que sí a su vecino y este le dice que Kate y él fumigarán la casa por lepisma y si podrían hacer el favor de cuidarles el gato y él responde que Raquel, su esposa, es alérgica a los gatos, se le hinchan los pies, pero que el gato podría quedarse con él en su habitación y Raquel podría dormir en el sofá. Willie le pide que entonces lo olvide, ya que él no podría obligarla a hacer eso. Trevor le dice que sí y que no se preocupe por eso, Willie le da las gracias y el señor Ochmonek le dice a Willie que él y su esposa comentaban el otro día que ya no los ven casi nunca. Willie aduce que han tenido muchos problemas con ALF...alfa. Trevor Ochmonek no comprende qué tiene que ver la alfalfa y Willie contesta que Kate plantó alfalfa y que por eso tienen tantas nuevas herramientas para guardar en la caja de almacenaje y que de hecho no se sorprendería que fuera la alfalfa la que causó el lepisma. En ese momento, Trevor Ochmonek decide irse.
Una vez dentro de la casa de los Tanner y frente a la jaula ya construida, ALF pregunta si ya está todo ahí. Kate le dice que sí, que están las pantuflas, el disfraz de búho y patatas picadas...ALF pregunta si no les sacó la grasa y Kate responde negativamente y agrega que sus postales danesas también se encuentran ahí. Willie, asombrado, pregunta por las postales danesas y Kate le dice que son sus fotografías de danesas. ALF dice que ya es hora y Brian le desea buena suerte, ALF se lo agradece al niño y antes de entrar en la jaula, le recuerda a Willie que no debe dejarlo salir bajo ninguna circunstancia. Willie acepta y el extraterrestre entra en la jaula. Una vez cerrada la jaula, ALF le pide salir, ya que debe ir a un pequeño cuarto extraterrestre, Willie le dice que bueno, pero ALF lo critica ya que le pidió expresamente que no le abriera la puerta. Willie contesta que él pensó que tenía que ir (al baño). ALF le dice que tiene a un loco entre sus manos, que debe estar preparado para toda clase de trucos diabólicos. William Tanner le dice que bueno y le cierra la puerta de la jaula nuevamente. ALF dice a Willie que él debiera estar del lado seguro y Willie le dice que lo olvide, ya que no le abrirá más la puerta. ALF le dice que finalmente entendió que no debe abrirle la puerta. Luego, ALF insiste en que lo deje salir, ya que tiene que irse, pero Willie se niega. Inmediatamente empieza a gritar, por lo que Kate le dice a su marido que vea si le duele algo, pero Willie le dice que es otro de sus trucos. Como no recibe respuesta, ALF continúa con su intento de salir, por lo que empieza a pedir auxilio, que lo dejen salir de ahí, ya que hay fuego en la jaula. Kate asegura que ALF miente, mientras que ALF aduce que hay una rata muy grande en la jaula. Como no obtiene resultados, imita la voz de Lynn pidiendo ayuda, lo que impacta a Lynn -ya que su voz es idéntica-. Brian comenta que ALF es realmente bueno imitando. Lynn pide que la disculpen, ya que la situación no la soporta, porque es horrible. Luego ALF grita «¡Espérame, espérame!» con la voz de Brian, lo que sorprende muchísimo a Kate, por lo que el niño pregunta si él dijo eso. Su padre le dice que mejor que él también se vaya, porque esto puede